# Степной (Усольский район)
Степной — посёлок в Усольском районе Иркутской области России. Входит в состав Среднинского муниципального образования. Находится в 17 км севернее районного центра.

## Население
По данным Всероссийской переписи, в 2010 году в посёлке не было постоянного населения.